# Дајен Принц
Дајен Касник Принц (29. септембар 1938, Икономи, Пенсилванија – 12. октобар 2002, Арлингтон, Вирџинија) била је америчка научница, физичарка у Америчкој поморској истраживачкој лабораторији. Обучавала се за астронаута и била је комуникаторка мисије за STS-51-F.

## Младост и образовање
Дајен Касник је рођена у Икономију, у Пенсилванији, као ћерка Џозефа Касника и Ане Меј Касник. Њен отац је био пољопривредник, радник у челичани и рудар у руднику угља. „Мој отац је увек ценио науку, иако је ишао у школу само до седмог разреда“, објаснила је 1978. године. „Имали смо малу фарму и било је много хемикалија у близини, па сам се заинтересовала за хемију.“ Дипломирала је у средњој школи у области Амбриџ 1956. године, и на Универзитету у Питсбургу 1960. године. Докторирала је физику на Универзитету Џонс Хопкинс 1967. године.

## Каријера
Принц је била постдокторски сарадник на Универзитету у Мериленду од 1967. до 1971. године. Године 1971. придружила се Поморској истраживачкој лабораторији као истраживачки физичар. Њена титула приликом пензионисања 2000. године била је шеф Одељења за соларно зрачење, Одељења за соларну физику, Одељења за свемирске науке Поморске истраживачке лабораторије. Велики део њеног рада укључивао је проучавање сунчевог зрачења. Била је волонтерка за Програм за информисање заједнице морнарице, говорећи студентима и групама у заједници о раду лабораторије. Била је чланица Вашингтонске академије наука и потпредседница Националне секције за капитал Америчког оптичког друштва.
Принц се обучавала за астронаута почев од 1978. године, прва жена коју је НАСА обучила за специјалисту за носивост. Често је помињана као могућа „прва Американка у свемиру“,, али никада није отишла у свемир. Била је комуникатор мисије за мисију Спејслаб 2 1985. године, подржавајући SUSIM-UARS.
Принц је 1985. године добила награду Морнарице за заслуге за групна достигнућа и награду НАСА-е за групна достигнућа у јавној служби 1987. године. Добила је Награду за заслуге у цивилној служби морнарице 2001. године.

## Публикације
Принц је била ауторка или коауторка десетина научних радова и техничких извештаја, а своја истраживања је објавила у часописима, укључујући Science, Icarus, Optical Engineering, Journal of Applied Physics, Advances in Space Research, Astronomy & Astrophysics, Solar Physics, The Astrophysical Journal, Metrologia, Journal of Geophysical Research, и Geophysical Research Letters.

## Лични живот
Дајен Касник се удала за колегу научника Гарија Принца; касније су се развели. Дајен К. Принц је умрла од рака 2002. године, у 64. години, у Арлингтону, у Вирџинији.